# Italo Pozzato
Italo Pozzato (Rovigo, 1º gennaio 1862 – Genova, 8 agosto 1949) è stato un politico italiano.
Fu deputato del Regno d'Italia e sindaco di Rovigo dal 1898 al 1899 e dal 1907 al 1909.

## Omaggi
Sulla sua casa di piazza Garibaldi a Rovigo è stata affissa una targa a ricordo.